# Jaroslav Handlíř
Jaroslav Handlíř (20. listopadu 1888 – 21. září 1942 Auschwitz-Birkenau) byl československým levicovým politikem.

## Život
V první světové válce byl odveden do rakousko-uherské armády a bojoval na východní frontě, kde byl zajat. Po říjnové revoluci se přidal k bolševikům a účastnil se založení československé komunistické skupiny. V březnu 1919 byl mezi delegáty s poradním hlasem na zakladatelském sjezdu Kominterny. Po návratu do Československa pokračoval v politické činnosti, za účast v generální stávce v roce 1920 byl uvězněn, z vězení byl propuštěn v březnu následujícího roku. Po propuštění se účastnil založení KSČ a stranu reprezentoval na třetím sjezdu Kominterny v červnu a červenci 1921, kde byl zvolen členem sekretariátu výkonného výboru Kominterny. Ve straně zastával nejrůznější posty a byl aktivní v lesnickém odborovém svazu. Na třetím sjezdu KSČ podrobil stranické vedení kritice zprava, po vyloučení ze strany v roce 1929 vstoupil do československé strany sociálnědemokratické. Zahynul 21. září 1942 v Osvětimi.